# Tańce latynoamerykańskie

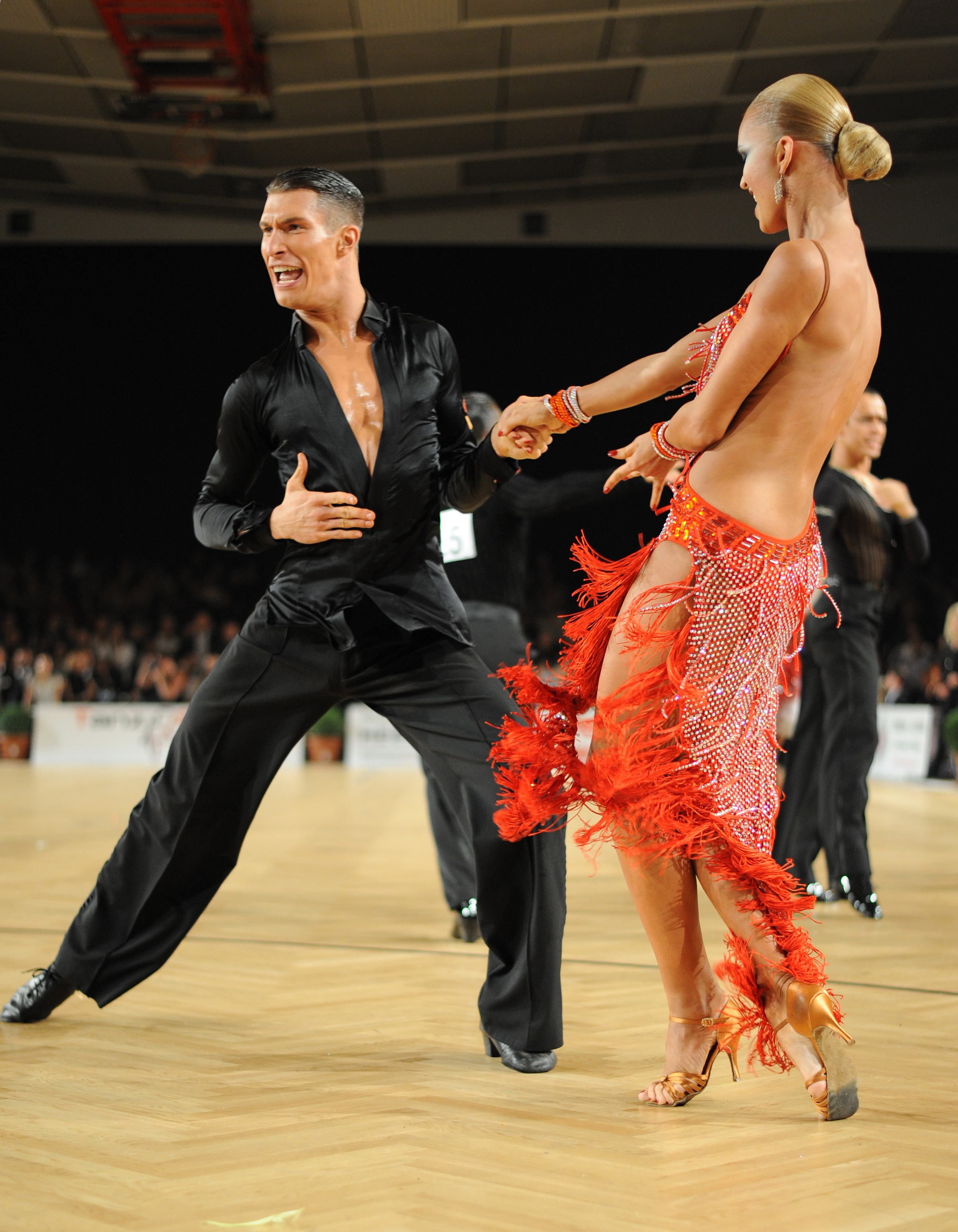
Para tańcząca cha-chę

Tańce latynoamerykańskie – grupa tańców prezentowanych podczas turniejów tańców towarzyskich, obok tańców standardowych.
Do grupy tej zaliczają się:
- samba
- cha-cha
- rumba
- paso doble
- jive
- salsa

Tańce latynoamerykańskie są najczęściej szybkie, dynamiczne, o wyrazistej muzyce. Ważne w nich są zmysłowe ruchy bioder i całego ciała. W tych tańcach ważna jest izolacja ciała, czyli odizolowanie górnej partii ciała, od dolnej.
Do tych tańców ubiór jest inny, niż do tańców standardowych. Mężczyzna nie musi zakładać fraka, jednakże kolor jego stroju powinien współgrać z kolorem stroju partnerki. Jeśli chodzi o obuwie, to panie zakładają odkryte buty na obcasie, a panowie buty na obcasie.
Tańce te rozwinęły się głównie w XX wieku ale swoje początki mają w XIX wieku, gdy zaczęły się mieszać różne rytmy muzyki amerykańskiej, indiańskiej i hiszpańsko-portugalskiej.